# Charlotte Britz

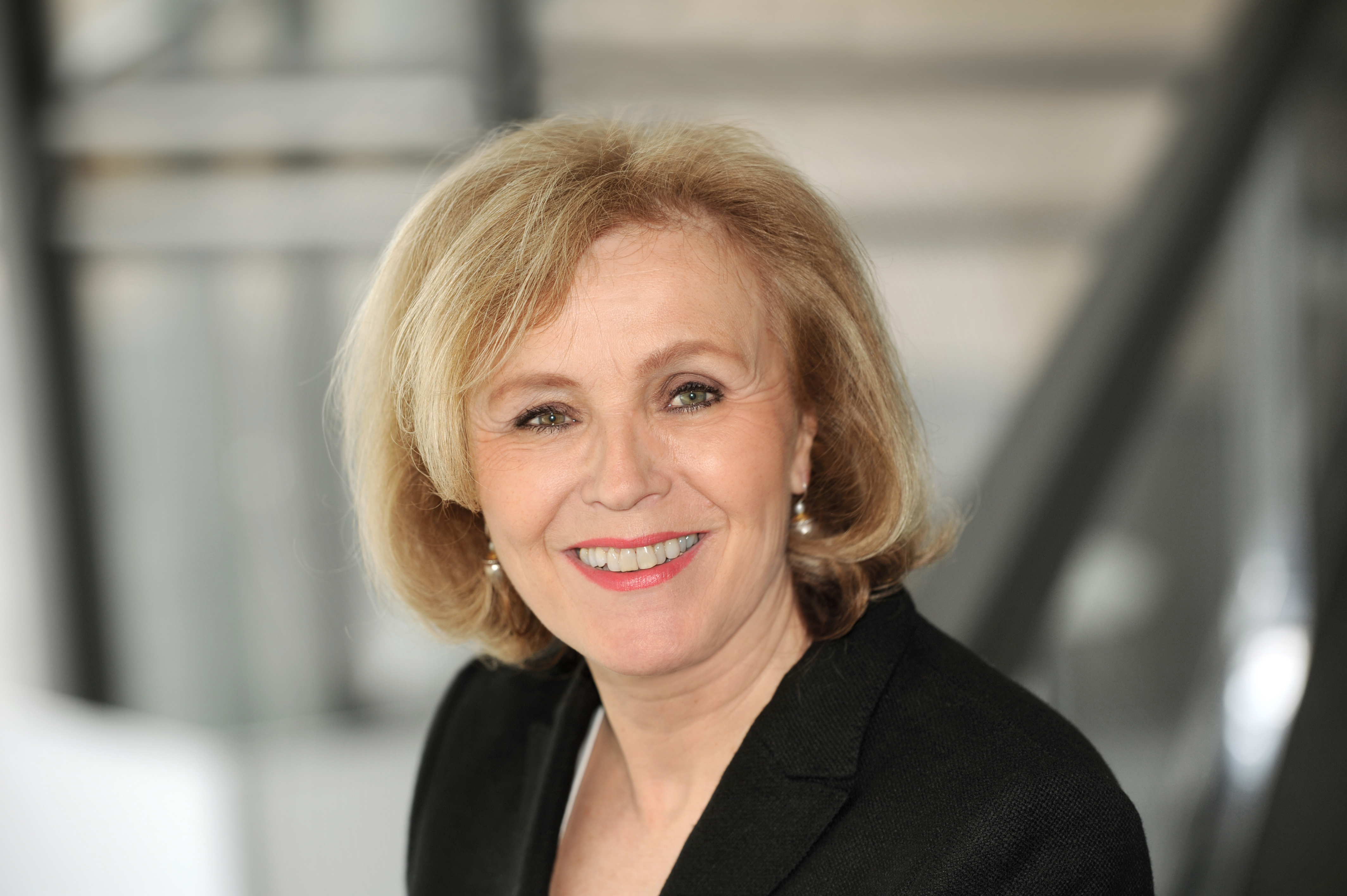
Charlotte Britz (2012)

Charlotte Britz (* 27. Februar 1958 in Ottweiler) ist eine deutsche SPD-Politikerin. Vom 1. Oktober 2004 bis zum 30. September 2019 war sie Oberbürgermeisterin der saarländischen Landeshauptstadt Saarbrücken und damit die erste Frau an der Verwaltungsspitze dieser Stadt. Sie war stellvertretende Landesvorsitzende der SPD Saarland und stellvertretende Vorsitzende der Sozialdemokratischen Gemeinschaft für Kommunalpolitik im Saarland e. V. Von 2015 bis 2020 war Charlotte Britz stellvertretende Präsidentin des Deutschen Städtetags.

## Lebenslauf
Charlotte Britz besuchte in den Jahren 1975 bis 1978 die Fachschule für Sozialpädagogik in Bad Kreuznach und beendete diese als staatlich anerkannte Erzieherin. Im Jahr 1979 legte sie  an der Fachoberschule für Sozialarbeit in Neunkirchen ihr Fachabitur ab und studierte im Anschluss bis 1983 Sozialarbeit in Koblenz und Frankfurt am Main. Ihr Studium schloss Britz als Diplom-Sozialarbeiterin ab.
Im Jahr 1984 arbeitete Britz im Frauenhaus Saarbrücken, von 1984 bis 1988 war sie bei der therapeutischen Schülerhilfe Saarbrücken tätig. In den Jahren 1988 bis 1991 arbeitete sie beim Landgericht im Sozialdienst der Justiz als Bewährungshelferin. Von 1991 bis 1996 war sie dann in der Frauenabteilung des Ministeriums für Frauen, Arbeit, Gesundheit und Soziales beschäftigt. Im Jahr 1996 wurde sie zur Sozialdezernentin der Landeshauptstadt Saarbrücken gewählt. Dieses Amt hatte sie bis 2004 inne.
Nach ihrem Ausscheiden aus dem Amt der Oberbürgermeisterin von Saarbrücken wurde sie Geschäftsführerin des Vereins Miteinander Leben Lernen (MLL). Der Verein ist ein sozialer Träger und setzt sich im Bereich der schulischen Inklusion im Rahmen der Umsetzung der UN-Behindertenrechtskonvention ein.

## Politischer Werdegang
Charlotte Britz trat 1974 im Alter von 16 Jahren in die Sozialdemokratische Partei Deutschlands (SPD) ein. Von 1983 bis 1985 war sie stellvertretende Juso-Landesvorsitzende. In den Jahren 1988 bis 2000 gehörte sie dem Landesvorstand der SPD Saarland an. Von 1989 bis 1996 war Britz Stadträtin in der Landeshauptstadt Saarbrücken, von 1992 bis 1996 bekleidete sie dabei das Amt der stellvertretenden Vorsitzenden der SPD-Stadtratsfraktion. Zwischen 1999 und 2006 war sie stellvertretende Vorsitzende der SPD Saarbrücken, von 2007 bis 2019 stellvertretende Landesvorsitzende der SPD Saar.
Bei der Oberbürgermeisterwahl 2004 setzte sie sich im zweiten Wahlgang gegen Josef Hecken (CDU) durch, nachdem sie im ersten Wahlgang noch hinter ihm gelegen hatte.
Am 23. Oktober 2011 wurde Britz im ersten Wahlgang mit absoluter Mehrheit der abgegebenen Stimmen im Amt bestätigt. Ihre dritte Amtsperiode endete am 30. September 2019.
Von 2015 bis 2020 war Charlotte Britz stellvertretende Präsidentin des Deutschen Städtetags.
Bei der Oberbürgermeisterwahl 2019 unterlag sie in der Stichwahl am 9. Juni 2019 nur knapp ihrem Herausforderer Uwe Conradt von der CDU.

## Privatleben
Charlotte Britz hat einen Sohn.

## Ehrungen
Im Jahr 2007 erhielt Britz den Medienpreis Goldene Ente der Landespressekonferenz Saar.